# Quan un home estima una dona
Quan un home estima una dona (títol original: When a Man Loves a Woman) és una pel·lícula estatunidenca dramàtica de Luis Mandoki estrenada el 1994. Ha estat doblada al català. La pel·lícula és la crònica d'una dona alcohòlica (Meg Ryan) i els esforços del seu marit (Andy Garcia) per ajudar-la. Ha estat doblada al català.

## Argument
Alice i Michael formen la parella perfecta i semblen tenir totes les oportunitats al seu costat fins al dia en què Alice s'enfonsa en l'alcoholisme. En un programa de desintoxicació, el seu marit es queda al seu costat sense poder eludir una ruptura inevitable.
Meg Ryan, que interpreta Alice Green, una consellera escolar que té un problema seriós amb la beguda, està casat amb Michael (Andy Garcia), un pilot d'una línia aèria. Encara que està alegre i afectuosa, Alice és sovint temerària i, quan ha begut, fins i tot negligeix els seus fills, una filla de nou anys, Jess (Tina Majorino) d'un matrimoni previ, i una filla de quatre anys, Casey (Mae Whitman), filla de Michael. Després d'un accident, Alice s'adona que "ha tocat fons" i entra en una clínica per a rehabilitació. Quan torna a casa, clava una puntada de peu a la seva addicció i es torna independent i forta. Michael està acostumat que la seva muller sigui dèbil i indefensa, i acaben visitant un conseller matrimonial per recuperar-se de la "co-dependència" de Michael sobre el paper d'Alice com a alcohòlica.

## Repartiment
- Andy Garcia: Michael Green
- Meg Ryan: Alice Green
- Ellen Burstyn: Emily
- Tina Majorino: Jess Green
- Mae Whitman: Casey Green
- Lauren Tom: Amy
- Eugene Roche: Walter
- Gail Strickland: Pam
- Philip Seymour Hoffman: Gary
- LaTanya Richardson: Doctor Gina Mendez
- Susanna Thompson: Janet
- William Frankfather
- Richard Bradford
- Steven Brill
- Ronald Bass

## Al voltant de la pel·lícula
- Extractes de la pel·lícula poden ser escoltats a la cançó "Understanding" del grup Evanescence.
- Per a la seva actuació a la pel·lícula, Meg Ryan ha estat candidata al Screen Actors Guild Award a la millor actriu en un primer paper.